# Escac d'Ognina
L'escac d'Ognina fou una batalla naval combatuda al Golf de Catània el 1356 entre els partidaris del Regne de Nàpols i els partidaris del Regne de Sicília amb victòria siciliana.

## Antecedents
Frederic III de Sicília va cedir el 1320 la possessió del castell d'Aci i les seves terres a Blasco d'Alagó el jove, expropiada a Margarida de Llúria, i a la seva mort va passar al seu fill Artal I d'Alagó.
Després de la no ratificació de la Pau de Catània pel parlament de Sicília el 1347, Frederic III de Sicília es trobava en una posició difícil atès que el regne era atacat contínuament pels angevins, que van recuperar una part de l'illa el 1354 comandats per Niccolò Acciaiuoli, i tenia l'oposició dels senyors feudals de l'interior, a qui es va oposar amb vehemència.
Nicholas Cesareo, el governador de Messina en desacord amb Artal d'Alagó va demanar reforços a Lluís I de Provença el 1356, i aquest va tornar a enviar el mariscal Niccolò Acciaiuoli. Les tropes, que tenien el suport de cinc galeres angevines van saquejar Acireale, van assetjar i prendre el castell, i van continuar en direcció a Catània.

## Batalla
Artal d'Alagó va aplegar ràpidament un estol de cinc galeres i va salpar de Catània a l'encontre de l'estol angeví, del qual en va enfonsar dues galeres, en va capturar una tercera, i va fer fugir la resta, i alliberà el castell.

## Conseqüències
La batalla va marcar un punt d'inflexió a favor del bàndol sicilià en la guerra.